# Chiesa di Santa Maria della Visitazione (Cascia)
La chiesa di Santa Maria della Visitazione è un luogo di culto cattolico di Cascia, in provincia di Perugia; in precedenza collegiata di Santa Maria e ancora prima Santa Maria della Plebe, ivi ricevette il battesimo santa Rita da Cascia.

## Storia
Il primo documento che cita la chiesa risale all'856. I resti più antichi nell'attuale edificio risalgono alla pieve romanica del XII secolo, ma la chiesa venne a più riprese restaurata e rimaneggiata.

## Descrizione
Sulla parete esterna della chiesa, a sinistra dell'ingresso, una nicchia ospita un affresco cinquecentesco con San Sebastiano e la Madonna della Quercia. Nei pressi si apre una stanza dove ogni 8 dicembre, festa della Madonna, viene inaugurato un presepe monumentale.
All'interno la chiesa è suddivisa in tre navate, con abside al termine della navata centrale e con altari alle pareti delle navate laterali e cappelle al loro termine.
Sopra l'altare maggiore è custodito un grande Crocifisso cinquecentesco o seicentesco. L'abside ospita un coro ligneo, sotto il quale sono collocati 6 riquadri ottocenteschi con la Vita della Vergine
I quattro altari della navata sinistra ospitano una tela con la Natività, una statua di San Vincenzo Ferrer, una tela con Lo Spirito Santo e la Pentecoste, una statua dell'Addolorata trafitta da 7 pugnali. Sempre nella navata sinistra sono affrescate da Nicola Frangipane le Quindici scene dei misteri del Rosario, datate al 1588. La cappella in fondo alla navata sinistra ospita un Crocifisso dello scultore A. Merocco. È presente inoltre un fonte battesimale cinquecentesco. In alto sono presenti tele di Mario Rossi da Buda del 1938-2001.
Nella navata destra il primo altare dall'ingresso ospita una tavola raffigurante la Pace, opera del pittore Angelucci da Mevale. La cappella del Sacramento ospita una tela con i Santi Apollonia, Leonardo, Biagio e Anna con la colomba e sulla sommità San Francesco di Paola. L'ultimo altare ospita una tela con Santa Maria del Soccorso. La cappella sul fondo della navata destra era la cappella dei Lombardi muratori, la corporazione di costruttori attivi sul territorio; ospita una tela con San Carlo Borromeo, dietro alla quale venne scoperta una nicchia con un affresco della Vergine con il Bambino incoronata da due angeli.
Sulla parete della navata destra si conservano due affreschi: una Deposizione, dipinta da Nicola da Siena nel 1461 e una Crocifissione del 1487, di autore ignoto.
Addossata al primo pilastro di destra è un'acquasantiera con una Madonna con Bambino, opera quattrocentesca di Paolo da Visso.
Sulla controfacciata si conservano l'organo a canne (costruito da Zeno Fedeli probabilmente nel 1902) e alcuni affreschi trecenteschi e quattrocenteschi: un Santo scrivente allo scriptorium, con colomba sulla spalla e leone ai piedi, un Cristo risorto, una Natività.